# Puente plegable

Principio del puente plegable.

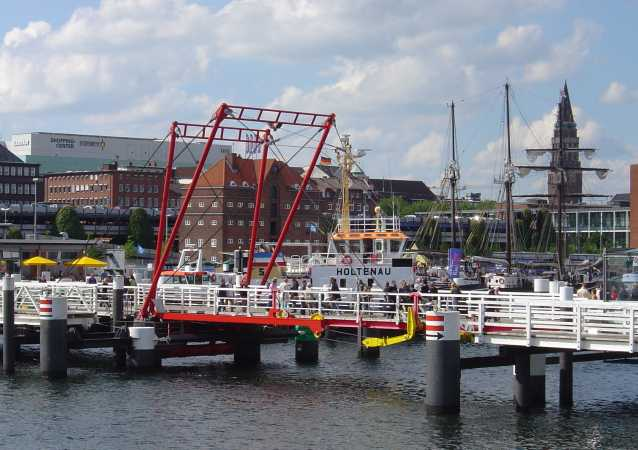
Hörnbrücke en Kiel, Alemania.

Un puente plegable es un puente móvil y levadizo múltiple, el cual se pliega al recogerse en una orilla.
Un ejemplo de un puente plegable es el Hörnbrücke en Kiel, Alemania. Cuando está plegado a medias sus tres partes móviles adquieren la forma de una N.
También el puente enrollante, The Curling Bridge, creado por Thomas Heatherwick y situado en Londres, se acerca al concepto de puente plegable.
También los vehículos lanzapuentes blindados (AVLB) así como puentes militares de rápida construcción se basan en este principio.